# أندريه هان
أندريه هان (بالألمانية: André Hahn) وهو لاعب كُرة قدم ألماني في مركز الوسط المدافع ولد في يوم 13 اغسطس 1990 في بلدة أوتندورف في ألمانيا الغربية، يلعب حالياً مع نادي بوروسيا مونشنغلادباخ وسبق له اللعب مع نادي أوغسبورغ وكيكيرز أوفنباخ ونادي كوبلنز ونادي أوبرنولد نادي هامبورغ الرديف ونادي بريمرهافن ولعب مع منتخب ألمانيا لكرة القدم ويبلغ طوله 185 سم.

## روابط خارجية
- أندريه هان على موقع الاتحاد الأوربي (الإنجليزية)
- أندريه هان على موقع قاعدة بيانات كرة القدم.إي يو (الإنجليزية)
- أندريه هان على موقع بيانات كرة القدم. دي إي (الألمانية)
- أندريه هان على موقع ناشيونال فوتبول تيمز (الإنجليزية)
- أندريه هان على موقع Soccerway.com (الإنجليزية)
- أندريه هان على موقع عالم كرة القدم.نت (الإنجليزية)
- أندريه هان على موقع AS.com (الإسبانية)